# Francis Younghusband

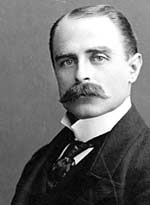
Francis Younghusband

Sir Francis Edward Younghusband (* 31. Mai 1863 in Murree, Indien; † 31. Juli 1942 in Lytchett Minster, Dorset, Vereinigtes Königreich) war ein britischer Forschungsreisender, Offizier, Religionsphilosoph und Sachbuchautor.
Mit nur 24 Jahren wurde Younghusband in die Royal Geographical Society aufgenommen und mit deren Goldmedaille ausgezeichnet. Er ist die jüngste Person, die jemals in diese angesehene Society gewählt wurde und erhielt diese Auszeichnung für seine Durchquerung der Wüste Gobi und seiner Überquerung des Karakorum-Gebirges. Younghusband war außerdem ein ausgezeichneter Leichtathlet: Eine Zeit lang hielt er den Weltrekord über die 300-Yard-Strecke. Zu Beginn des 20. Jahrhunderts war er einer der bekanntesten Forschungsreisenden Großbritanniens, der in der britischen Presse als wagemutiger Soldat und großartiger Gentleman dargestellt wurde. Younghusband trägt allerdings auch die Verantwortung für das Massaker bei Guru im Rahmen des britischen Tibetfeldzugs von 1904. Seine Erfahrungen in Tibet führten jedoch auch zu einer Hinwendung zu religiösen Fragen. 1936 gründete er den World Congress of Faiths. Er unterstützte außerdem die Bestrebungen Indiens für die Unabhängigkeit von der britischen Kolonialherrschaft.
Als Präsident der Royal Geographical Society  trug Younghusband in den 1920er Jahren wesentlich dazu bei, dass drei britische Expeditionen in das Gebiet des Mount Everest unterstützt wurden. Während die erste noch ausschließlich zum Ziel hatte, das Gebiet zu kartographieren, war es ausdrückliches Ziel der zweiten und der dritten Expedition, die Erstbesteigung des höchsten Gipfels der Welt für Großbritannien zu sichern. Die letzte dieser Expeditionen endete 1924 mit dem Tod von George Mallory, einem der besten Bergsteiger seiner Generation und seines Begleiters Andrew Irvine.

## Leben
Sein Großvater war Generalmajor Charles Younghusband (1778–1843) und so wundert es kaum, dass Francis’ Vater, Generalmajor John William Younghusband (1823–1907), ebenfalls eine militärische Laufbahn einschlug, wie wiederum dessen Söhne. Sein Vater war Generalmajor John William Younghusband (1823–1907), der unter Charles James Napier an dem Feldzug zur Eroberung von Sindh 1843 teilgenommen hatte und später kämpfte er unter John Nicholson, der verhinderte, dass der Aufstand in Peschawar sich ausweitete. Wegen einer Verwundung war er zu Hause in England und heiratete am 21. Februar 1856 Clare Jane Shaw, die Schwester des allseits bekannten Zentralasien-Forschers Robert Shaw.
Seine Eltern kauften 1856 Land im Kangra Tal, um eine Teeplantage anzulegen, so dass Francis in Murree geboren wurde. Frank, wie er in der Familie genannt wurde, hatte noch einen älteren Bruder George John, der 1859 geboren wurde, und ebenfalls in der Armee diente und mit dem er zur Entlastung von Chitral beitrug. Sie schrieben gemeinsam das Buch über den Feldzug nach Chitral.  Major General Leslie Napier Younghusband war sein jüngerer Bruder und Emmie seine unverheiratete Schwester, die bei ihren Eltern lebte.
Er wurde zur Schulausbildung von seinen Eltern auf das Clifton College in Bristol geschickt und besuchte anschließend die Royal Military Academy Sandhurst.

### Erste Erkundungen im Himalaya-Gebiet

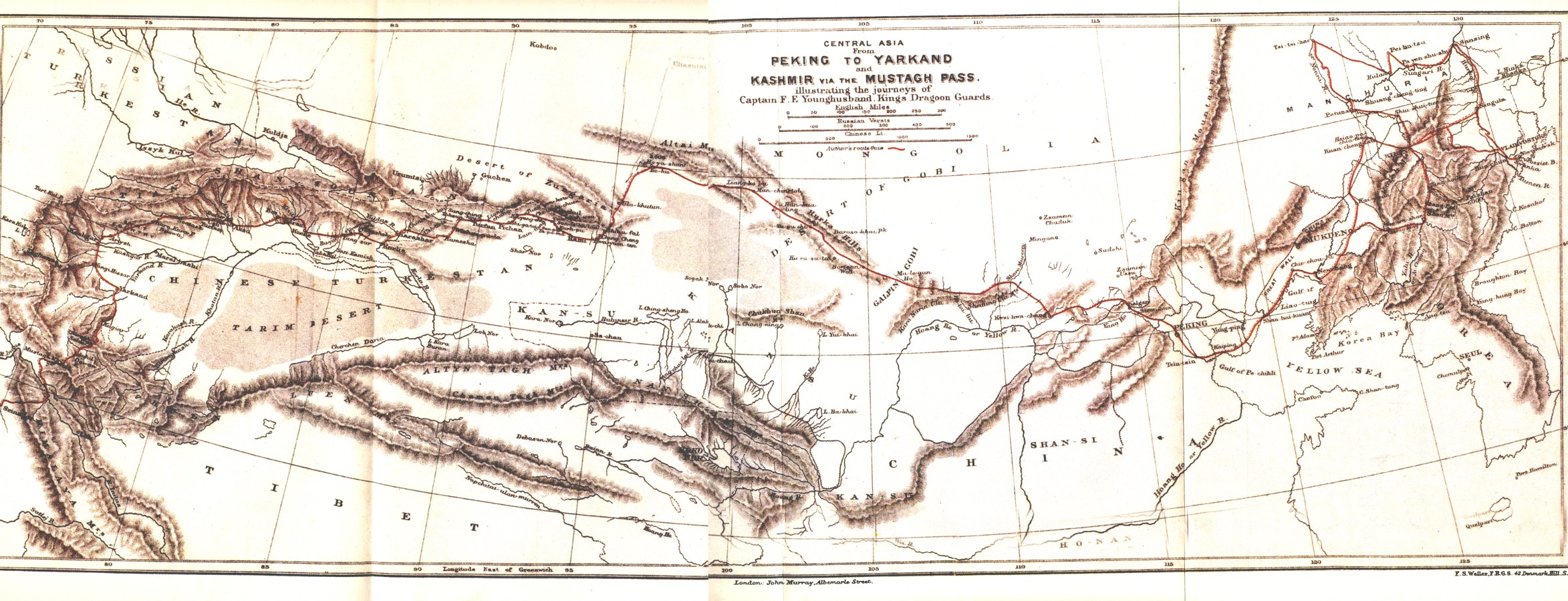
From Peking To Yarkand and Kashmir via the Mustagh Pass – Zeitgenössische Karte mit der Route Younghusbands von Peking nach Yarkand und Kashmir.

1882, als er 19 Jahre alt war, trat Younghusband in ein in Indien stationiertes Regiment ein. 1886, nach mehreren Erkundungsexpeditionen ins Gebiet des Himalayas und Auskundungen entlang des Indus und der afghanischen Grenze, wurde er Mitglied einer Expedition, die in die Mandschurei führte. Nach sieben Monaten im Feld fand sich Younghusband alleine in Peking und musste von dort nach Indien zurückkehren. Er entschied sich, die Strecke zu Fuß zurückzukehren. Er war der erste Europäer, der die Wüste Gobi sowie den Karakorum über den Muztagh-Pass überquerte. Ein Jahr später kehrte der mittlerweile zum Captain beförderte Younghusband in das Karakorum-Gebirge zurück. Die Expedition diente vorgeblich dazu, Angriffe auf Handelskarawanen zu untersuchen, tatsächliches Ziel war es jedoch, die Pässe und Flüsse zu erkunden, die durch das Gebirge führten und herauszufinden, inwieweit die Region von russischen Agenten infiltriert waren. Einer der Offiziere, der an dieser Expedition gleichfalls beteiligt war, war Charles Granville Bruce, der gemeinsam mit Younghusband in den 1920er Jahren die britischen Mount Everest-Expeditionen wesentlich unterstützte. Dieses Gebiet stellte eine der problematischsten Grenzregionen zum britischen Empire dar und britische Politiker und Militärs fürchteten in dieser Region ein Vordringen des kaiserlichen Russlands. Das russische Vordringen hätte aber beinahe einen Krieg zwischen Indien und dem kaiserlichen Russland ausgelöst.
Zwischen 1889 und 1895 war er an mehreren Expeditionen in die nordwestindischen Gebirge beteiligt. Im Sommer 1891 wurde Younghusband bei einer dieser Erkundungen von einer Kosaken-Patrouille gefangen genommen und gezwungen, nach Indien zurückzukehren. Der Vorfall löste eine schwere diplomatische Krise zwischen Großbritannien und Russland aus. Bei Younghusband führte der Vorfall dazu, dass er die russische Bedrohung an dieser Grenze des britischen Imperiums sehr ernst nahm. Diese Überzeugung teilte er mit Lord Curzon, den er 1893 kennenlernte als Curzon noch ein junges Mitglied des britischen Parlaments war und in Indien ebenfalls Erkundungsexpeditionen durchführte.

### Tibet 1903 und 1904

#### Hintergrund: britische und russischer Konkurrenz um die Vorherrschaft in Zentralasien

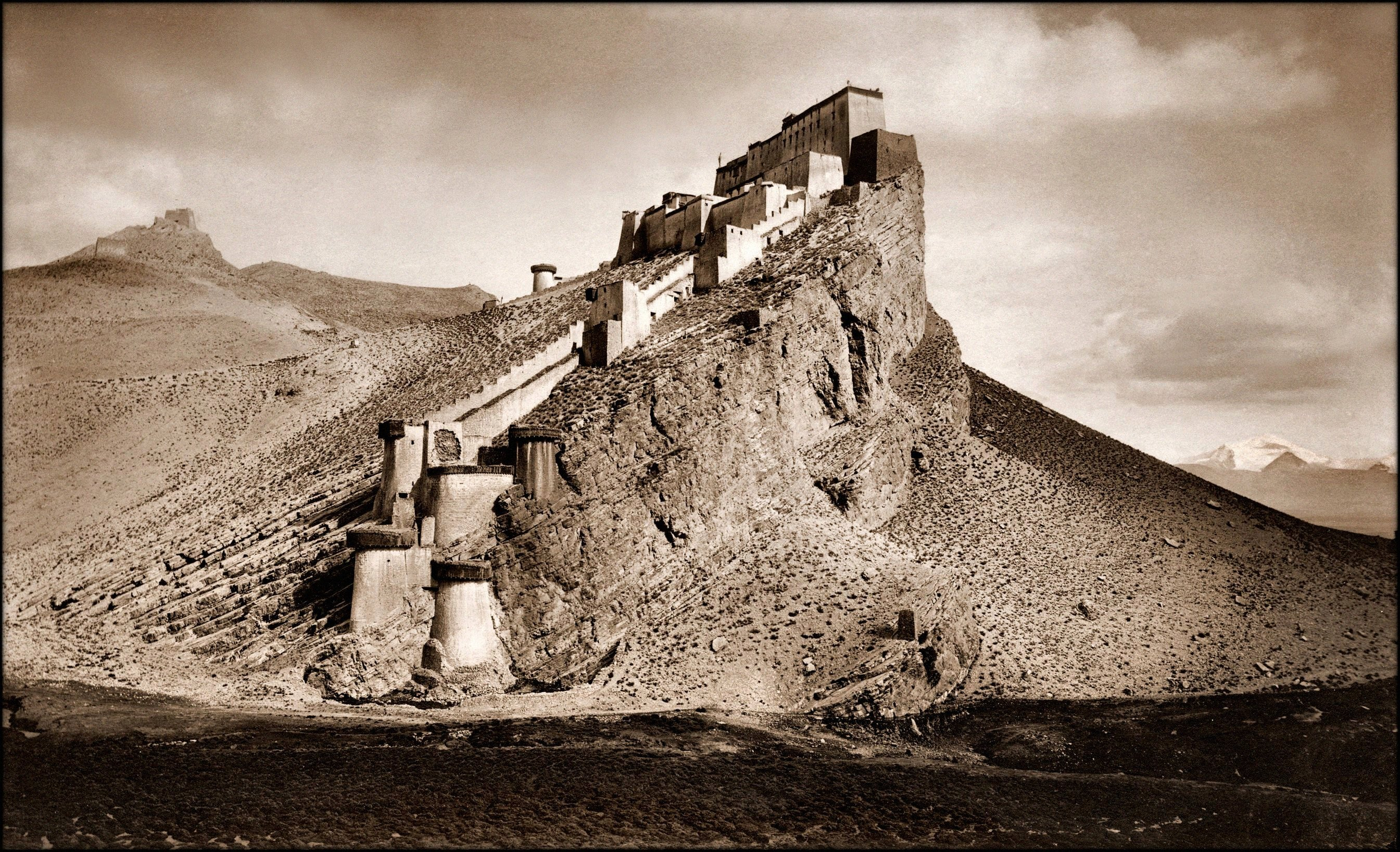
Kampa Dzong 1904

Im April 1903 wurde Younghusband von Lord Curzon nach Tibet geschickt, um Handelsbeziehungen mit dem Land aufzunehmen. Diese Verhandlungen fanden in der Zeit des sogenannten Great Games, dem Wettlauf zwischen Russland und Großbritannien um die Vorherrschaft in Zentralasien statt. Er war gegen den diplomatischen Einfluss des Russischen Reiches auf Tibet gerichtet und nutzte aus, dass Russland aufgrund der Spannungen mit dem Kaiserreich Japan und später durch den Russisch-Japanischen Krieg militärisch gebunden war. Sowohl Lord Curzon als auch Francis Younghusband fühlten sich unter Handlungsdruck, weil sie fälschlich davon überzeugt waren, dass der mongolische Lama Agvan Dorzhiev für das russische Reich mit den Tibetern verhandele. Anlass dieser seit 1900 auf britischer Seite herrschenden Befürchtungen waren unter anderem mehrere russische Zeitungsberichte aus den Jahren 1900 und 1901, dass der Lama im Jahre 1900 einen Brief des Zaren an den Dalai Lama überbracht habe und Dorzhiev ein knappes Jahr später mit einer Delegation tibetischer Mönche nach Russland zurückkehrte. Sie waren von dem japanischen Mönch Ekai Kawaguchi außerdem informiert worden, dass Russland Waffen nach Tibet lieferte und weitere 200 mongolische Mönche in Tibet lebten, womit es Russland leicht gewesen wäre, das Land auszuspähen. Auch diese Informationen erwiesen sich als letztlich nicht korrekt.

#### Der gescheiterte Versuch, mit Tibet diplomatische Beziehungen aufzunehmen
Die diplomatischen Bemühungen Großbritanniens um die Aufnahme von Handelsbeziehungen im Jahre 1903 scheiterten, nicht zuletzt, wie Wade Davis festhält, wegen eines grundlegenden kulturellen Unverständnisses auf britischer Seite.
Begleitet wurde Younghusband von Captain Frederick O’Connor, der einzigen Person innerhalb der britischen Armee, die Tibetisch sprach sowie 500 Sepoys. In Gangtok stieß auch noch Claude White, eigentlich der politische Offizier in Sikkim zu der Expeditionsgruppe. Der chinesisch sprechende Claude White sollte der Expedition als Dolmetscher dienen. Younghusband schickte zunächst seine Truppe voraus während er ab dem 4. Juli 1903 an der tibetischen Grenze wartete, bis in Kampa Dzong, einem kleinen Ort kurz hinter der tibetischen Grenze das britische Lager unterhalb der Festung errichtet war. Am 18. Juli ritt er dort mit allen diplomatischen Ehren ein. Younghusband wartete in Kampa Dzong frustrierende Monate vergeblich darauf, dass tibetische Vertreter eintreffen würden, um mit ihm Verhandlungen aufzunehmen. Noch niemals bin ich so verstockten und hinderlichen Personen begegnet, hielt Younghusband fest.
Die Tibeter hatten dagegen keinerlei Interesse an einem Dialog, besonders an keinem, der auf ihrem eigenen Gebiet stattfand. Sie bestanden darauf, dass es zu keinen Verhandlungen kommen würde, bis sich die britischen Truppen wieder hinter die Grenze zurückgezogen hätten. Eine Verhandlung war auch deswegen nicht möglich, weil sich der 13. Dalai Lama Thubten Gyatsho sich zu einer dreijährigen Meditation zurückgezogen hatten und ohne ihn keine wesentlichen Entscheidungen getroffen werden konnten. Die britische Expedition vertrieb sich die Wartezeit mit Jagd, Pferderennen und dem Sammeln von Pflanzen. Nach mehreren Monaten vergeblichen Wartens wurden die britischen Vertreter nach Indien zurückbeordert. Für die Tibeter erwies sich ihr Erfolg jedoch als Pyrrhussieg. Die Briten nutzten die erstbeste Gelegenheit, um ihre Interessen mit Waffengewalt durchzusetzen.

#### Der Tibetfeldzug und das Massaker bei Guru

##### Anlass

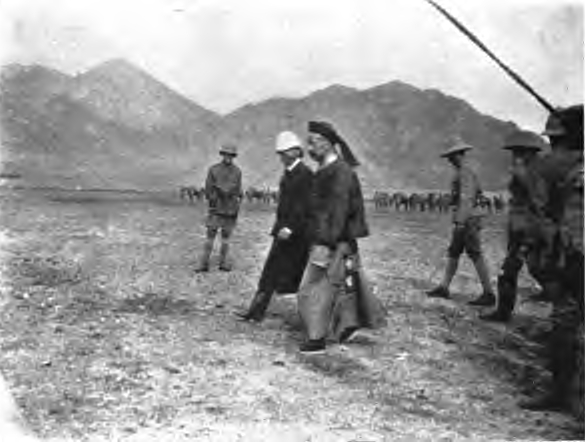
Francis Younghusband mit dem Amban

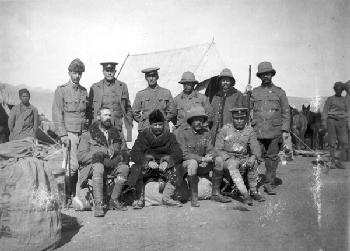
Major Francis Younghusband mit einigen Soldaten 1904

Gegen Ende des Jahres 1903 übertrat eine kleine Gruppe tibetischer Soldaten die Grenze, stahl eine Herde nepalesischer Yaks und trieb diese nach Tibet. Lord Curzon, Vizekönig von Indien und damit Herrscher über 300 Millionen Männer und Frauen, lieferte dieser Vorfall den willkommenen Anlass, die britische Regierung am 3. November 1903 über einen feindseligen Akt seitens tibetischer Militärs zu informieren und Younghusband mit einer Militärexpedition, dem sogenannten Britischen Tibetfeldzug, nach Tibet zu betrauen. Der Auftrag lautete, möglichst tief in tibetisches Gebiet vorzudringen, allerdings auf keinen Fall weiter als bis zur Festung von Gyangzê, auf halbem Weg nach Lhasa. Diese Demonstration britischer Stärke sollte die Tibeter an den Verhandlungstisch zwingen. Die russische Regierung protestierte gegen dieses Vorgehen.
Die Briten sammelten Anfang Dezember in Darjiling und Gangtok insgesamt 5000 Mann. Es handelte sich überwiegend um Gurkhas und Sikhs, daneben aber auch Pioniere, Ingenieure, Artillerie und Maschinengewehreinheiten der regulären Armee sowie Militärpolizei, medizinisches Personal, Experten für Telegraphendienste und Diplomaten. Begleitet wurden sie von einer Handvoll von Journalisten, die für britische Zeitungen von dem Vorhaben berichten sollten. Ebenso nahmen 10.000 Träger und 20.000 Yaks, die die Versorgung der Truppe sicherstellen sollten, an dieser Militärexpedition teil. Am 13. Dezember überquerte Younghusband den Pass Jelep La in der Nähe von Kalimpong, der in das tibetische Hochland führte. Seine Truppe folgte drei Wochen lang dem Chumbi-Tal in Richtung Gyantse und gelangte dann auf das tibetische Hochplateau. Younghusband entschied sich dafür, hier sein Winterlager zu errichten. Sein Militärkommandeur, General James MacDonald der Royal Engineers, hielt die Stelle, die Younghusband gewählt hatte, angesichts des Winterwetters zu exponiert. Er zog sich wieder in das Chumbi-Tal zurück, während der diplomatische Teil der Expedition, begleitet nur von einer kleinen Militäreinheit, auf dem Hochplateau ausharrte und mit den Tibetern verhandelte. Die Tibeter bestanden darauf, dass der mongolische Lama Dorzhiev nur aus religiösen Gründen sich beim Dalai Lama aufhielt, dass es keinerlei diplomatischen Beziehungen zwischen Tibet und dem Zarenreich gäbe und dass auch keinerlei Allianz zwischen diesen beiden Ländern bestünde. Wade Davis weist darauf hin, dass die Briten sich zu dem Zeitpunkt bereits zu sehr festgelegt hatten, um dies als zutreffende Wahrheit akzeptieren zu können. Im März beendete Younghusband die Verhandlungen und entschied, dass die Expedition weiter in Richtung Lhasa vordringen sollte, auch wenn man sich sicher sein konnte, dass die Tibeter ihr kampfloses Verhalten bei einem weiteren Vormarsch aufgeben würden.

##### Das Massaker von Guru
Ende März überquerten die britischen Truppen eine flache Ebene und stießen bei Guru auf mehrere tausend tibetische Soldaten. Einige saßen auf Ponys, ausgerüstet waren sie mit altmodischen Vorderladern, Schleudern, Äxten, Schwertern und Speeren. Die Briten marschierten auf diese Sammlung tibetischer Soldaten in der für die britische Armee typischen Formation zu: Zuvorderst die Infanterie, dahinter die Artillerie und die Maxim-Maschinengewehre an den Seiten postiert. Die Erwartung der Briten, dass die tibetischen Truppen angesichts der eindeutigen britischen Waffenüberlegenheit sich zurückziehen würden, erfüllten sich nicht. Schließlich standen sich die beiden Truppen unmittelbar voreinander und General James MacDonald gab den Befehl, die Tibeter zu entwaffnen. Als einer der britischen Soldaten nach den Zügeln eines tibetischen Generals griff, zog dieser seine Pistole und schoss dem Soldaten ins Gesicht, worauf die Maxim-Maschinengewehre das Feuer eröffneten. Davis nennt den Sieg der Briten einen weiteren dieser mühelosen Siege einer Kolonialmacht gegen hoffnungslos unterlegene Einheimische und vergleicht ihn mit der Schlacht von Omdurman. Die Tibeter kapitulierten in dieser Schlacht nicht, sondern zogen langsam ab während die Briten aus ungeklärten Gründen nicht das Feuer einstellten. Während auf britischer Seite acht Soldaten und ein Journalist verwundet wurden, starben mehr als sechshundert Tibeter und zahllose weitere wurden verletzt.
Das Massaker sorgte bereits bei den Anwesenden für Entsetzen. Younghusband nannte den Vorfall grauenhaft, einer der britischen Offiziere schrieb an seine Mutter, dass er hoffe, dass er nie wieder Männer niederschießen müsse, die einfach nur weggingen und Henry Savage Landor, einer der anwesenden britischen Korrespondenten nannte es in seiner Meldung nach London den Vorfall ein Niederschlachten tausender hilf- und wehrloser Einheimischer, das jeden anwidern müsse, der ein Mann sei.

##### Lhasa

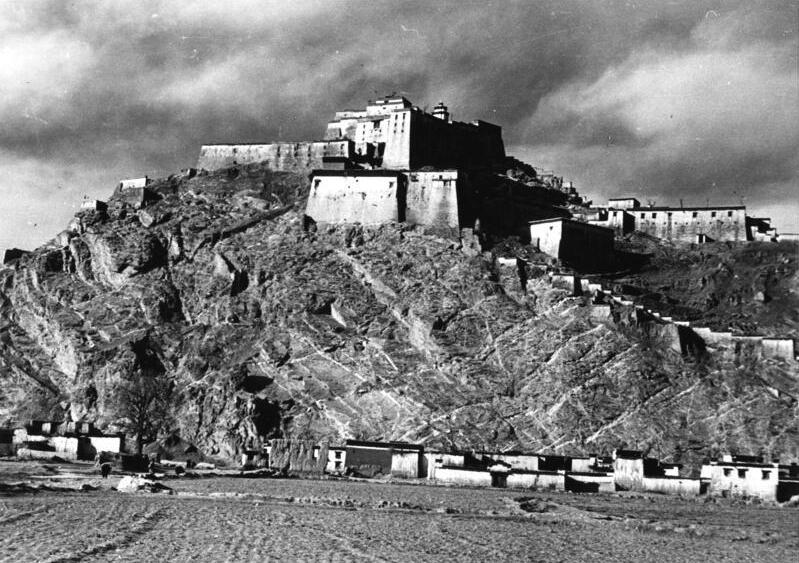
Festung von Gyangzê, Aufnahme aus dem Jahr 1938

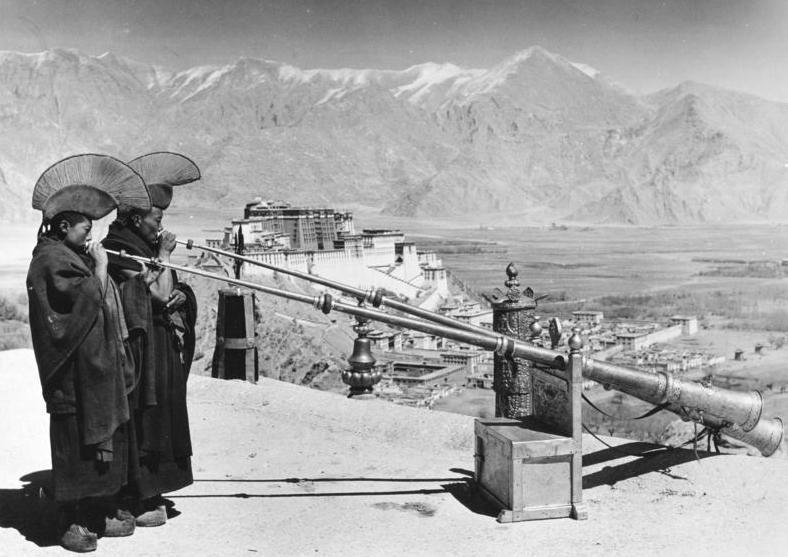
Tibetische Mönche in Lhasa, Aufnahme aus dem Jahr 1938

Die tibetischen Truppen zogen sich weiter nach Norden zurück und die britischen Truppen folgten ihnen. Es kam zu einer Reihe kleiner Gefechte und schließlich zu einer zwei Monate währenden Belagerung der Festung Gyangzê, während der die Briten zehn, die Tibeter aber einige fünftausend Verluste erlitten. Am 3. August 1904 erreichte Younghusband Lhasa, das bislang nur von wenigen Europäern erreicht worden war.
Lhasa erwies sich als große Enttäuschung: Der Dalai Lama Thubten Gyatsho hatte seinen Rückzug zur Meditation unterbrochen und war ins Exil in die Mongolei geflohen. Er kehrte erst fünf Jahre später zurück. Younghusband fiel es schwer, vor Ort noch Personen zu finden, mit denen er Verhandlungen führen konnte. Ein Versuch, den Dalai Lama durch den Panchen Lama Thubten Chökyi Nyima zu ersetzen, scheiterte. Nach Vermittlung durch Ugyen Wangchuk, den späteren König von Bhutan, der die britische Militärexpedition begleitet hatte, fand Younghusband aber letztlich vier Mitglieder des tibetischen Kabinetts, dem sogenannten Kasgar, dem er seine Bedingungen diktieren konnte. Unterschrieben am 7. September 1904 gaben diese Vereinbarungen den Briten Kontrolle über das Chumbi-Tal für die nächsten 75 Jahre, erlaubten freien Zugang zu Lhasa für einen britischen Handelsvertreter und verboten den Tibetern Verhandlungen mit anderen fremden Mächten, wenn nicht Großbritannien zuvor zugestimmt hatte.
Younghusband fand in Tibet keinerlei Spuren von russischen Aktivitäten: Es gab weder Waffenarsenal noch eine Eisenbahn. Der mongolische Lama Agvan Dorzhiev schien tatsächlich nicht mehr als ein einfacher Mönch zu sein. Edmund Chandler, der die Expedition für die Daily Mail begleitet hatte, hielt für seine Leser fest, dass die Vorstellung, dass die britische Kolonialherrschaft durch ein Vordringen des zaristischen Russlands in das geographisch isolierte und so schwer erreichbare Tibet gefährdet sein könne, absurd sei. Am 23. September 1904 verließ die britische Expedition Tibet, weil sie den Beginn des Winters fürchten mussten.

#### Nachwirkung des britischen Tibet-Feldzuges
Younghusband erhielt zwar Bestätigung sowohl von Eduard VII. als auch von Lord Curzon und Lord Ampthill, der Curzon kurzzeitig als Vizekönig von Indien vertrat. Jedoch weder die britische Regierung noch ein Teil der britischen, kontinentaleuropäischen oder indischen Presse teilten diese positive Einschätzung der Expedition. Die britische Regierung versuchte per Telegramm Younghusband zu neuen Verhandlungen zu zwingen, in denen unter anderem auf die Bedingung, dass ein britischer Handelsvertreter sich in Lhasa niederlassen könne, verzichtet werden sollte. Younghusband hielt eine Neuaufnahme der Verhandlungen wegen der fortgeschrittenen Jahreszeit jedoch für nicht möglich und ignorierte diese Anweisungen. In der Presse wurde das Vordringen der britischen Truppen als imperialistischer Anachronismus bezeichnet und die Verantwortlichen sinnloses Strecken nach Ruhm vorgeworfen. Winston Churchill, zu dem Zeitpunkt noch ein Politiker der Liberalen, sprach sich für das Recht der Tibeter aus, ihr Heimatland zu verteidigen.
Wade Davis weist darauf hin, dass Younghusband Lhasa als ein veränderter Mensch verlassen habe. Ein hoher Lama überreichte ihm zum Abschied als Friedengeschenk eine Darstellung von Buddha. Diese Ikone trug Younghusband ein Leben lang bei sich. Seine Tochter ließ ihn 1942 mit dieser in seinem Sarg bestatten und sein Grabstein ziert ein Relief von Lhasa. Er widmete sich zunehmend dem Ziel, die Barrieren zwischen den großen Weltreligionen einzureißen und Davis billigt ihm im Vergleich zu seinen Zeitgenossen eine große Offenheit gegenüber anderen Kulturen zu. Lawrence James sieht in seiner Geschichte des britischen Kolonialreichs in Indien diesen Wandel deutlich zynischer. Younghusband war der weitere Karrierepfad nach dieser Expedition versperrt und hätte sich gezwungenermaßen neue Wege suchen müssen, die letztlich zu einem schrulligen Mystizismus geführt habe.

## Sonstiges Wirken
Younghusband ließ sich 1906 als britischer Gesandter in Kashmir nieder. 1910 schied er aus dem Militärdienst aus. Er verfasste Expeditionsberichte und mehrere Bücher zu religiösen und philosophischen Fragen.

## Werke
- Younghusband, Sir Francis: Der Himalaja ruft, übersetzt von Heinrich Erler, Union Deutsche Verlagsgesellschaft Roth &. Co.,Berlin 1937, (engl. Originaltitel: Everest, the Challenge)
- Younghusband, Francis: La epopeya del Everest, 1946, Barcelona, Ed. Juventud
  - deutsch: Der Heldengesang des Mount Everest, übersetzt von W. Rickmers Rickmers; B. Schuster & Co., Basel 1928 (engl. Originaltitel: The Epic of Mount Everest)
- Younghusband, Sir Francis: The Heart of Nature; or, The Quest for Natural Beauty. Publisher: John Murray, London 1921.  A Projekt Gutenberg book.
  - deutsch: Das Herz der Natur, F. A. Brockhaus, Leipzig 1923
- KASHMIR described by Sir FRANCIS YOUNGHUSBAND, K.C.I.E. PAINTED BY Major E. MOLYNEUX, D.S.O. Publishers Adam and Charles 1911. First published September 1909. A Projekt Gutenberg book.